# Новопетровское (Зианчуринский район)
Новопетровское (баш. Яңы Петровка) — деревня в Зианчуринском районе Республики Башкортостан Российской Федерации. Административный центр Новопетровского сельсовета.

## География

### Географическое положение
Расстояние до:
- районного центра (Исянгулово): 4 км,
- ближайшей ж/д станции (Тюльган): 58 км.

## История
Деревня основана в 1870 г.  

## Население
| 1939 | 1959 | 1970 | 1979 | 1989 | 2002 | 2009 |
| ---- | ---- | ---- | ---- | ---- | ---- | ---- |
| 1245 | ↘667 | ↘519 | ↗523 | ↗551 | ↗635 | ↗678 |
| 2010 |      |      |      |      |      |      |
| ↘615 |      |      |      |      |      |      |

Национальный состав
Согласно переписи 2002 года, преобладающая национальность — русские (70 %).

## Религия
В деревне есть православная церковь Казанской иконы Божией Матери.